# Huntly (Új-Zéland)
Huntly Új-Zéland egyik városa. Az Északi-szigeten helyezkedik el Waikato régióban, azon belül is Waikato kerület legnépesebb városa. A 7670 fős város a Waikato folyó partjain fekszik, 93 kilométerre Auckland-től délre, és 35-re Hamilton városától északra.
A várost 1850-ben alapították Rahui Pokeka néven, majd az 1870-es években ez a név Huntley Lodge-ra változott. Az európaiak betelepülése után a várost egyszerűen Huntly-nak nevezték.
A folyó nyugati partján található a Huntly Erőmű, amely Új-Zéland legnagyobb hőerőműje. A terület továbbá az ország legnagyobb szén-kitermelője, napi 10 000 tonnás termeléssel.